# 고지마 마유미
코지마 마유미(小島麻由美, 1972년 9월 30일 ~)는 일본의 가수, 음악가이다. 대한민국에선 《안녕, 프란체스카》에 쓰인 〈Study in A-minor〉란 곡으로 유명하다.

## 내력
고등학교 시절, 1950년대 미국 음악에 빠졌지만, 영어 가사를 쓸 자신이 없어 일본어 가사로 만든 데모 테이프가 음반사에 발탁되어 음악가로서 활동을 시작했다.